# سفارة منغوليا في اليابان
سفارة منغوليا في اليابان هي أرفع تمثيل دبلوماسي لدولة منغوليا لدى اليابان. تقع السفارة في وهي تهدف لتعزيز المصالح المنغولية في اليابان.

## وصلات خارجية
- قائمة سفارات منغوليا
- قائمة السفارات في اليابان